# Općina Sevnica
Općina Sevnica (slo.: Občina Sevnica) je općina u istočnoj Sloveniji u pokrajini Dolenjskoj i statističkoj regiji Donjoposavskoj. Središte općine je grad Sevnica s 4.933 stanovnika. 

## Zemljopis
Općina Sevnica nalazi se u istočnom dijelu Slovenije. Središnji dio općine je dolina rijeke   Save. Na jugu se nalazi dolenjsko pobrđe, a na sjeveru pobrđe Kozjansko i planina Javornik.
U općini vlada umjereno kontinentalna klima. Najvažniji vodotok je rijeka Sava u središnjem dijelu općine, a poslije nje rijeka Mirna u zapadnom dijelu. Svi ostali vodotoci su manji i pritoci su navedenih većih vodotoka.

## Naselja u općini
Brezovo, Budna vas, Cerovec, Dedna Gora, Dolenji Boštanj, Dolnje Brezovo, Dolnje Impolje, Dolnje Orle, Drožanje, Drušče, Čanje, Čelovnik, Češnjice, Gabrijele, Gabrje, Gornje Brezovo, Gornje Impolje, Gornje Orle, Goveji Dol, Hinje, Hudo Brezje, Jablanica, Jelovec, Jeperjek, Kal pri Krmelju, Kamenica, Kaplja vas, Kladje nad Blanco, Kladje pri Krmelju, Koludrje, Kompolje, Konjsko, Krajna Brda, Križ, Krmelj, Krsinji Vrh, Laze pri Boštanju, Ledina, Leskovec v Podborštu, Log, Loka pri Zidanem Mostu, Lončarjev Dol, Lukovec, Mala Hubajnica, Malkovec, Metni Vrh, Mrtovec, Mrzla Planina, Novi Grad, Okroglice, Orehovo, Orešje nad Sevnico, Osredek pri Hubajnici, Osredek pri Krmelju, Otavnik, Pavla vas, Pečje, Pijavice, Podboršt, Podgorica, Podgorje ob Sevnični, Podvrh, Poklek nad Blanco, Polje pri Tržišču, Ponikve pri Studencu, Preska, Prešna Loka, Primož, Radež, Radna, Račica, Razbor, Rogačice, Rovišče pri Studencu, Selce nad Blanco, Sevnica, Skrovnik, Slančji Vrh, Slap, Spodnje Mladetiče, Spodnje Vodale, Srednik, Stržišče, Studenec, Svinjsko, Šentjanž, Šentjur na Polju, Škovec, Šmarčna, Štajngrob, Telče, Telčice, Trnovec, Trščina, Tržišče, Velika Hubajnica, Veliki Cirnik, Vranje, Vrh pri Boštanju, Vrhek, Zabukovje nad Sevnico, Zavratec, Zgornje Mladetiče, Zgornje Vodale, Znojile pri Studencu, Žigrski Vrh, Žirovnica, Žurkov Dol

## Vanjske poveznice
- Službena stranica općine  Arhivirana inačica izvorne stranice od 5. prosinca 2020. (Wayback Machine)